# Myrmecophilus sinicus
Myrmecophilus sinicus är en insektsart som beskrevs av Bei-bienko 1956. Myrmecophilus sinicus ingår i släktet Myrmecophilus och familjen Myrmecophilidae. Inga underarter finns listade i Catalogue of Life.